# Абд-аль-Хусейн Санати-заде Кермани
Абдаль-Хоссейн Санати-заде Кермани (перс.  عبدالحسین صنعتی‌ زاده‌کرمانی کرمانی‎; 1895, Керман — 1973, Франция) — иранский писатель, один из основоположников исторического романа в иранской современной литературе.

## Детство
Абдаль-Хоссейн родился в Кермане в 1895 году. О своём детстве Кермани повествует в книге «Дни, которые минули» (перс.  روزگاری که گذشت‌‎).
«С самого рождения до трёх лет мне было некомфортно, потому что я чувствовал, что скован цепью пелёнок. Большую часть времени руки, ноги, шея и живот были перекрыты огромными полосами ткани, и у меня не было никакой свободы» — писал автор.

## Творчество
Кермани начал творческую деятельность в сложные для Ирана времена: в начале XX века в стране проводилась реформа таможенной системы, сильно ударившая по экономическому положению страны; время перед Первой мировой войной было периодом длительного политического и финансового кризиса в Иране; в 1906 году произошла Конституционная революция, повлёкшая массовые волнения. В этой атмосфере бунта Кермани начинает писать первый роман «Те, кто ставит капканы» (перс.  دام‌گستران‎), описывающий моральный и политический упадок последних лет правления династии Сасанидов. Однако это не просто повествование о прошлом: на примере государства Сасанидов роман показывает читателю будущее Ирана после падения династии Каджаров.
Кермани называют одним из основоположников жанра исторического романа в иранской современной литературе. Главное произведение Кермани — «Сумасшедший сборник» (перс.  مجمع دیوانگان‎) — первая книга за всю историю персидской литературы, написанная в жанре утопии.
Пятый роман писателя «Ростам в двадцать втором веке» (перс.  رستم در قرن بیست و دوم‎) был выпущен в 12 томах, он несколько раз переиздавался на территории Ирана.
Другие произведения писателя:
- «Воин» 1922 г.(перс.  سلحشور‎);
- «Манихей» 1922 г.(перс.  مانی نقاش‎);
- «Вечная Вселенная» 1938 г.(перс.  عالم ابدی‎);
- «Чернота или история Абу Муслима» 1944 г. (перс.  سیاه پوشان یا داستان ابومسلم‎);
- «Ангел мира» 1952 г. (перс.  فرشته صلح‎);
- «Надер Фатех Дехли» 1957 г. (перс.  نادر فاتح دهلی‎);
- «Как можно быть богатым» (перс.  چکونه ممکن است متمول شود‎).